# Friedrich Däuble

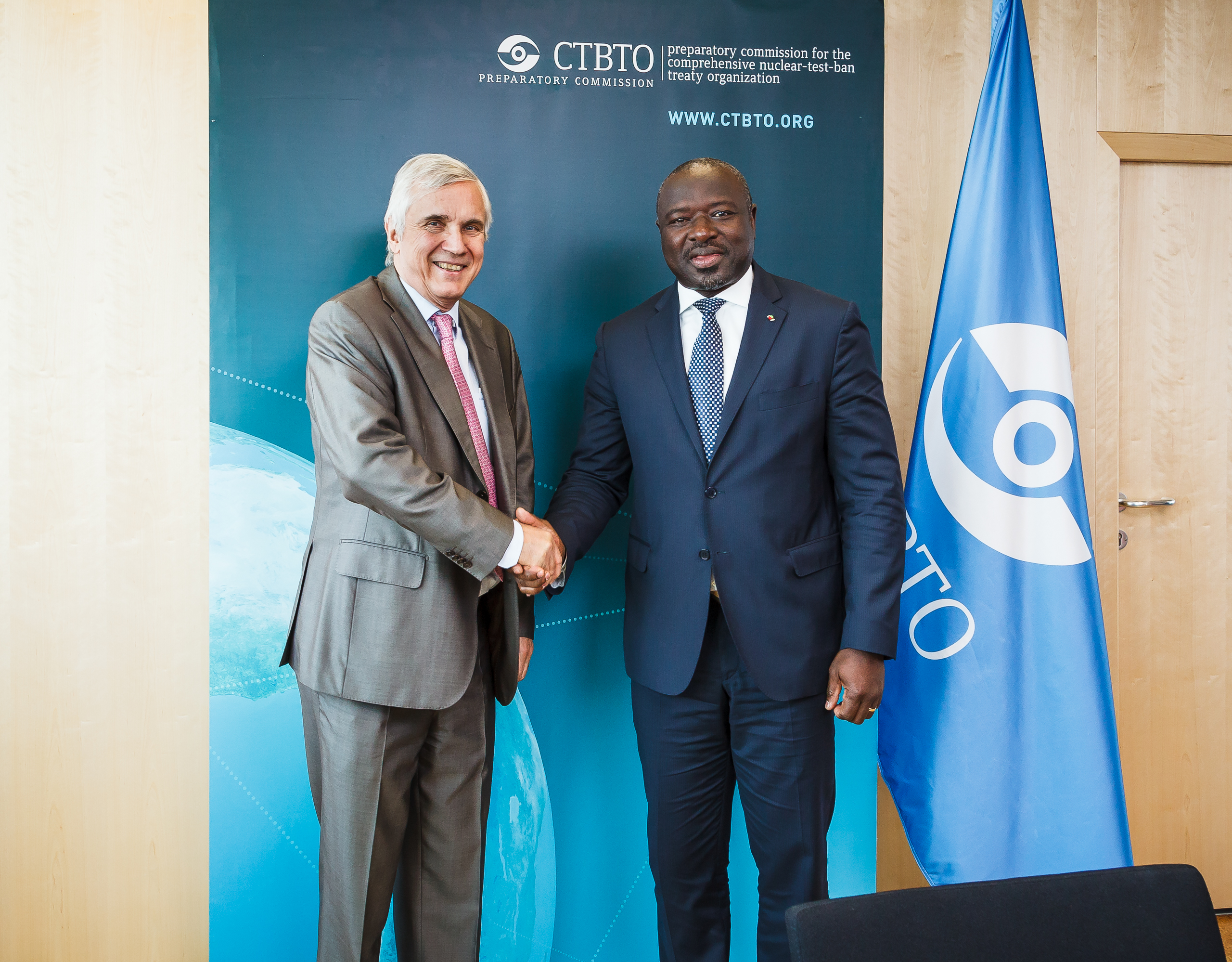
Friedrich Däuble (links)

Friedrich Däuble (* 17. Januar 1953 in Karlsruhe) ist ein deutscher Diplomat, der von 2015 bis 2018 Ständiger Vertreter bei den Vereinten Nationen in Wien war.

## Leben
Nach dem Abitur 1971 studierte Däuble bis 1978 Geschichte und Germanistik in Heidelberg, Wien und Cambridge. Anschließend war er bis 1984 als wissenschaftlicher Angestellter tätig. Von 1984 bis 1986 absolvierte er den Vorbereitungsdienst für den höheren Auswärtigen Dienst. Nach dessen Abschluss war er im Auswärtigen Amt in Bonn, im Bundespräsidialamt in Berlin sowie an den Botschaften in Venezuela, Polen und an der Ständigen Vertretung der Bundesrepublik Deutschland bei der Europäischen Union tätig.
Zwischen 2008 und 2012 war er Ständiger Vertreter des Botschafters in Rom. Von 2013 bis 2015 war er Generalkonsul in São Paulo. Von 2015 bis 2018 war er Botschafter und Ständiger Vertreter der Bundesrepublik Deutschland bei dem Büro der Vereinten Nationen und bei anderen internationalen Organisationen in Wien.